# Koma (film)
 For alternative betydninger, se Koma (flertydig). (Se også artikler, som begynder med Koma)
Koma er en dansk kortfilm fra 2006 instrueret af Kasper Bisgaard og efter manuskript af Jacob Weinreich.

## Handling
Filmen handler om den 16-årige Jonas, som bliver tvunget til at skulle vælge mellem sin gamle ven Mikkel, der har et overfald på samvittigheden, og sin nye kæreste Sofia, hvis bror er offeret for Mikkels overfald.

## Medvirkende
- Micky Skeel Hansen
- Jon Bülow Stage
- Cyron Melville
- Mathilde Bang